# Зейле, Валентина Антоновна
Валентина Зейле (фр. Valentina Zeïlé, в советских документах Валентина Антоновна Зейле; род. 14 мая 1937, Науене, Двинский уезд) — латвийский, советский и французский скульптор, художница и медальер.

## Биография
Родилась 14 мая 1937 года на хуторе Вилюши близ села Науене Даугавпилсского уезда. Любовь к искусству унаследовала от отца — плотника Антона Зейле — и тёти Вероники, которые в свободное время занимались творчеством.

### Годы обучения
После окончания Лачской семилетней школы в 1952 году поступила в Рижскую школу прикладного искусства (латыш. RLMV) на отделение Декоративной скульптуры.
С 1957 по 1963 год училась в Латвийской академии художеств у выдающихся мастеров — Теодора Залькална, Карлиса Земдеги, Эмиля Мелдериса и Артура Апиниса. В 1958 году работы студентки Валентины Зейле были показаны на двух Республиканских художественных выставках в Риге.

### Работа в СССР
В 1963 году поступает в художественно-конструкторское бюро производственного объединения «Страуме».
В 1965 году был создан первый цикл медалей «Народные керамисты», дальше последовал цикл «Искусство принадлежит народу», «Ленин — человек» и «Советский Узбекистан» (1969).
В 1966 году она стала членом Союза художников Латвийской ССР.
В 1972 году кандидатура Валентины Зейле была выдвинута на награждение Премией Ленинского комсомола за персональную выставку 1970 года, где были экспонированы её скульптуры, медали и плакаты.
В 1973 году провела первую латвийскую триеннале медальерного искусства в Риге.
В СССР разработала много памятных медалей, изготовленных в собственной мастерской и тиражированных Ленинградским монетным двором.
Участница Всесоюзных, Международных и Республиканских выставок в СССР.
Персональные выставки проходили в Латвии, Чехословакии, Германии, Италии, Франции, на Кубе, в Польше, Венгрии, Норвегии и других странах.

### Работа во Франции
С 1982 года живёт и работает во Франции (первоначально в Марселе, с 1984 года в Париже). В 1989 году получила французское гражданство.
С 1983 по 2002 год сотрудничала с известным французским медальером Р. Корбеном.
В 1990 году принимала участие в реставрации наружных скульптур Лувра.
С 1990 по 1997 год была удостоена стипендией Парижской Академии.
По заказу Монетного двора Франции работала над портретами выдающихся деятелей культуры и создала медали, в числе которых — «Андрей Тарковский», «Александр Довженко», «Мстислав Ростропович».
Валентина Зейле работает в разных жанрах изобразительного искусства — скульптуре и графике, создаёт портреты и мелкую пластику. Ведёт преподавательскую работу.

### Музей на родине
В 2007 году подарила большую коллекцию своих работ музею родного города Науене, и сейчас там находится постоянная экспозиция её работ.
В 2017 году на родине Зейле проходила большая персональная выставка, посвящённая 80-летию скульптора.
На выставке, кроме ретроспективного показа, были представлены новые работы, посвящённые жизни Иисуса Христа — цикл из пяти скульптур: «Весть», «Сын человеческий», «В оливковом саду», «Поцелуй Иуды», «Вот, человек!».
Рядом с экспозицией проходила биографическая выставка «Жизненный карнавал скульптора Валентины Зейле: Науене — Рига — Париж», созданная при поддержке Государственного культурного фонда Латвии.
Валентина Зейле опубликовала воспоминания о своём творческом пути и деятелях культуры, с которыми приходилось встречаться.

### Признание и награды
Творчество Валентины Зейле получило международное признание:
- Две Золотые медали на Международном биеннале мелкой пластики «Центра Данте» (итал. Biennale Internazionale Dantesca) в Равенне.
- Золотая медаль «SALON VIOLET»[11].
- Почетная медаль Художественного Салона.
- Приз Фонда Тейлора в области скульптуры «Andrei GRAEC» .
- Приз «LEGAY-LEBRUN» Академии изящных искусств Франции.

Член Фонда Тейлора и FIDEM (Международная Федерация Медальерного Искусства, фр. Fédération Internationale de la Médaille d'Art).
Член Салона Французских художников.
Творчеству Валентины Зейле, начиная с её первой выставки в 1958 году, были посвящены книжные и журнальные искусствоведческие статьи.